# Mistrovství Evropy v lukostřelbě
Mistrovství Evropy v lukostřelbě je turnaj v lukostřelbě.
První turnaj se uskutečnil v roce 1968 v Reuette a koná se každý sudý rok. Kromě něj existuje také mistrovství Evropy v lukostřelbě handicapovaných.

## Přehled Evropských šampionátů
| Poř. | Rok     | Město          | Země           |
| ---- | ------- | -------------- | -------------- |
| 1.   | ME 1968 | Reutte         | Rakousko       |
| 2.   | ME 1970 | Hradec Králové | Československo |
| 3.   | ME 1972 | Walferdange    | Lucembursko    |
| 4.   | ME 1974 | Záhřeb         | Jugoslávie     |
| 5.   | ME 1976 | Kodaň          | Dánsko         |
| 6.   | ME 1978 | Stoneleigh     | Velká Británie |
| 7.   | ME 1980 | Compiègne      | Francie        |
| 8.   | ME 1982 | Kecskemét      | Maďarsko       |
| 9.   | ME 1986 | İzmir          | Turecko        |
| 10.  | ME 1988 | Lucemburk      | Lucembursko    |
| 11.  | ME 1990 | Barcelona      | Španělsko      |
| 12.  | ME 1992 | Valletta       | Malta          |
| 13.  | ME 1994 | Nymburk        | Česko          |
| 14.  | ME 1996 | Kranjska Gora  | Slovensko      |
| 15.  | ME 1998 | Boé/Agen       | Francie        |
| 16.  | ME 2000 | Antalya        | Turecko        |
| 17.  | ME 2002 | Oulu           | Finsko         |
| 18.  | ME 2004 | Brusel         | Belgie         |
| 19.  | ME 2006 | Athény         | Řecko          |
| 20.  | ME 2008 | Vittel         | Francie        |
| 21.  | ME 2010 | Rovereto       | Itálie         |
| 22.  | ME 2012 | Amsterdam      | Nizozemsko     |
| 23.  | ME 2014 | Vagharšapat    | Arménie        |
| 24.  | ME 2016 | Nottingham     | Velká Británie |
| 25.  | ME 2018 | Lehnice        | Polsko         |